# Gran Premio di Chiasso 2006
Il Gran Premio di Chiasso 2006, dodicesima edizione della corsa, valido come evento dell'UCI Europe Tour 2006 categoria 1.1, si svolse il 25 febbraio 2006 su un percorso totale di circa 172,9 km. Fu vinto dall'olandese Remmert Wielinga, che terminò la gara in 4h38'07" alla media di 37,301 km/h.

## Ordine d'arrivo (Top 10)
| Pos. | Corridore            | Squadra         | Tempo    |
| ---- | -------------------- | --------------- | -------- |
| 1    | Remmert Wielinga     | Quick Step      | 4h38'07" |
| 2    | Davide Rebellin      | Gerolsteiner    | a 23"    |
| 3    | Leonardo Bertagnolli | Cofidis         | a 25"    |
| 4    | Vincenzo Nibali      | Liquigas        | a 29"    |
| 5    | Matteo Carrara       | Lampre          | a 30"    |
| 6    | Kim Kirchen          | T-Mobile Team   | s.t.     |
| 7    | Dmitrij Fofonov      | Crédit Agricole | s.t.     |
| 8    | Igor Astarloa        | Barloworld      | s.t.     |
| 9    | Luis Laverde         | Panaria         | s.t.     |
| 10   | Thomas Ziegler       | T-Mobile Team   | s.t.     |